# Montreuil-sur-Loir
Montreuil-sur-Loir is een gemeente in het Franse departement Maine-et-Loire (regio Pays de la Loire) en telt 299 inwoners (1999). De plaats maakt deel uit van het arrondissement Angers.

## Geografie
De oppervlakte van Montreuil-sur-Loir bedraagt 11,8 km², de bevolkingsdichtheid is 25,3 inwoners per km².
De onderstaande kaart toont de ligging van Montreuil-sur-Loir met de belangrijkste infrastructuur en aangrenzende gemeenten.

## Demografie
Onderstaande figuur toont het verloop van het inwonertal (bron: INSEE-tellingen).